# Titanic (miniserie televisiva 1996)
Titanic, conosciuta anche come Last Trip - Ultimo viaggio, è una miniserie televisiva in due puntate prodotta nel 1996 e diretta da Robert Lieberman. Basata sulla sciagura del RMS Titanic, avvenuta il 15 aprile 1912, racconta in maniera romanzata la vita dei passeggeri, molti dei quali realmente esistiti, a bordo del transatlantico durante il primo e unico viaggio inaugurale.
Tra gli interpreti figurano i volti noti di Catherine Zeta-Jones, Peter Gallagher, Tim Curry e George C. Scott nel ruolo del comandante Edward Smith.

## Trama
Titanic segue tre differenti vicende che accadono a bordo della nave. Miss Isabella Paradine viaggia sul Titanic per far ritorno dal marito in America. Sulla nave incontra Wynn Park, il suo primo amore. Dopo essersi accorta di essere ancora innamorata di lui, invia un telegramma al proprio marito dicendogli che non potranno più stare insieme. Quando la nave inizia a naufragare, Isabella monta su una lancia di salvataggio riluttante ad abbandonare Wynn.
In prima classe abbiamo anche la famiglia Allison, famiglia che realmente viaggiò sul Titanic per tornare a casa, a Montréal, con la loro nuova tata, Alice Cleaver. Essi avvertono che in lei qualcosa non va, e quindi le impongono di star calma, altrimenti dovrà abbandonare la nave a Cherbourg. Quando la nave affonderà Alice, presa dal panico, prenderà il piccolo Trevor e lo condurrà in salvo su una delle lance; la famiglia Allison, all'insaputa di questo, si rifiuta di lasciare la nave senza il figlio e questa decisione costerà loro la vita.
In terza classe, Jamie Pierce aveva rubato il biglietto per imbarcarsi sulla nave. Egli riesce a diventare 'amico' di Simon Doonan, il commissario di bordo, anch'egli ladro. Jamie si innamorerà di Aase Ludvigsen, riuscendo a stare insieme a lei per diverso tempo a bordo della nave; Aase perde ogni fiducia quando viene violentata da Simon. Quando la nave affonda, Jamie riesce a convincere Aase ad imbarcarsi su una lancia, mentre lui rimane a bordo; il destino però è benevolo nei loro confronti: in seguito ad un incidente, Jamie cade in una lancia mentre questa viene calata, cosicché i due si ritroverranno sul RMS Carpathia.

## Inesattezze storiche
La miniserie venne prodotta poco prima del colossal di James Cameron e andò in onda in prima serata il 17 e 19 novembre 1996 sulla rete CBS. La prima parte ebbe un buon dato di ascolto, cosa che però non si ripeté per la seconda.
Come in tutti i film dedicati alla sciagura del Titanic, la miniserie presenta diverse inesattezze storiche. L'affrettarsi per concludere le riprese prima dell'uscita del film di Cameron ha creato imperfezioni ed errori di sceneggiatura. Alcuni di questi sono:
- La scena della violenza di Doonan su Aasa si svolge all'interno di una doccia, cosa del tutto irreale per due motivi: il primo è che nella terza classe del Titanic erano montate solamente due vasche da bagno, il secondo era perché in quel periodo nel Regno Unito non si conosceva la doccia.
- Alice Cleaver non era una psicotica omicida di bambini come appare nella miniserie. Essa venne confusa con un'altra donna con lo stesso nome, Alice Mary Cleaver, un errore molto comune quando si parla dei sopravvissuti al naufragio (L'Alice Cleaver a bordo del Titanic si chiamava Alice Catherine Cleaver). Inoltre la sceneggiatura la ritrae dormire nella stessa cabina di Lorraine Allison, cosa del tutto falsa, poiché essa aveva una cabina propria.
- Nel momento della collisione si può vedere il 1º ufficiale William Murdoch osservare l'iceberg con un binocolo. Ciò non poté accadere realmente dato che l'equipaggio non era provvisto di binocoli e gli unici presenti sulla nave erano chiusi in una cassetta di sicurezza di cui la chiave era in possesso dell'ufficiale David Blair, trasferito su un'altra nave poco prima della partenza.
- Nelle scene finali dell'affondamento si vede il 4º ufficiale Joseph Boxhall sul ponte di comando in compagnia del comandante Smith quando tutte le lance sono ormai state calate. Si presume quindi che sia morto. In realtà il 4º ufficiale Boxhall si salvò dal naufragio perché messo al comando della lancia di salvataggio nº 2 e fu un testimone chiave della tragedia.
- Nei momenti successivi all'affondamento, quando le scialuppe stanno aspettando l'arrivo dei soccorsi, alcuni passeggeri notano in lontananza delle luci di una probabile nave in avvicinamento e iniziano a sventolare dei fazzoletti bianchi per farsi notare. Tutto ciò è impossibile sia perché il Carpathia giunse sul luogo del disastro solo all'alba e l'altra nave che si poteva scorgere in lontananza fin dalla notte precedente (presumibilmente il Californian) addirittura a mattina inoltrata, sia perché sarebbe stato impossibile scorgere nell'oscurità della notte il colore dei fazzoletti.